# 敦化事件

満洲国吉林省敦化県（現中華人民共和国延辺朝鮮族自治州敦化市）

敦化事件（とんかじけん）とは1945年8月27日に満洲国吉林省敦化（現吉林省延辺朝鮮族自治州敦化市）でソ連軍によって連日に渡り集団強姦され続けていた日満パルプ製造（王子製紙子会社）敦化工場の女性社員や家族が集団自決した事件。日満パルプ事件とも呼称される。

## 背景

ソ連軍による満洲国侵攻

事件の現場となった日満パルプ製造敦化工場は、1934年に王子製紙が敦化県城南門外牡丹江左岸（敦化郊外5キロ）に設立した工場である。
工場に隣接して設置された社宅地は、高さ4.5mの煉瓦壁でおおわれた2万坪の敷地内に壮麗な造りの社宅と福利厚生・賓客接待のためのクラブなどが設けられており、日本人職員とその家族260人が暮らしていた。また、敦化市内には2,000人の関東軍守備隊の駐屯地があり、終戦当時には敦化北部の山地に築城しソ連軍の侵攻を食い止めようと備えていた。
1945年8月9日未明に突如としてソビエト連邦が満洲国に侵攻し、敦化に近い東部国境付近では関東軍・満洲国軍がソ連軍と交戦していたが、工場や敦化市内では満人や朝鮮人の態度も変わることなく治安が保たれたままであった。8月15日に敗戦を迎えた後も工場の満人や朝鮮人従業員は変わることはなかったが、敦化市内では満人や朝鮮人の一部による略奪・放火・日本人女性への暴行が行われるようになった。8月17日、敦化郊外で陣地を築いていた敦化守備隊は工場に資材を取りに来て初めて終戦を知った。8月19日、ソ連軍が敦化市内に進駐してきたため、敦化守備隊は降伏し武装解除された。

## ソ連軍進駐
8月22日、ソ連軍は日満パルプ製造敦化工場に進駐し、社宅に侵入すると1時間以内に社宅の一角を引き渡すよう要求した。ソ連兵はすぐにホテル・レストランを兼ねた豪華な装飾のクラブに気付き、その豪奢さを高級性接待所のようなものではないかと疑い、質問してきた。会社側は否定したものの、それにしては部屋の数と女性の数が多すぎるとソ連兵はなおも追及し、会社側は全員が（通常の）社員だと説明したという。しかし結局、ソ連兵はクラブ従業員の女性2人を引きずり出すとジープで社宅から連れ去った。拉致された女性らは強姦され、数時間後に一人は社宅に帰ってきたが、もう一人の若い女性は帰途に牡丹江にはまって流され行方不明となったという。この事件を伝えた『秘録大東亜戦史 満州篇 下』の証言者は、一人は以前に飲食店で働いていた女性（文脈から、当時の常識として酌婦と呼ばれた売春業の女性を意味したとみられる）だったが、行方不明となったもう一人は未婚の全くの素人女性だったとわざわざ語っており、この女性については、全く通常の従業員であり、川に投身自殺した可能性が高いことを示唆している。
8月25日、ソ連軍は男性全員を集合させると10キロほど離れたところにある飛行場の近くの湿地に連行し、婦女子は独身寮に集められた。170人ほどの婦女子は15,6人ずつに分けられ監禁されることとなった。夜になると、ソ連兵300人あまりが独身寮に移ってくるとともに、短機関銃を乱射する頻度が夜が更けるにつれて増えていった。女性たちは夜が明けることを祈りながら一晩中恐怖と戦っていた。

## 集団自決
8月26日夜明け、酒に酔ったソ連兵たちは短機関銃を空に乱射しながら女性たちが監禁されている各部屋に乱入すると、女性たちの顎をつかみ顔を確認しながら、気に入った女性たちを連れて行こうとした。女性たちは金品を渡したり、許しを懇願したが聞き入れられず、次々に引きずり出されていった。各部屋からは女性たちの悲痛な叫びがあふれたが、ソ連兵は構うことなく短機関銃を乱射し続けていた。このため、女性たちは頭を丸坊主にしたり、顔に墨を塗るなどしたが、ソ連兵による強姦は朝になっても収まることはなく、部屋に乱入すると女性たちの胸部をまさぐるなどして気に入った女性たちを何度も連行していった。社宅と塀を隔てた工場に残されていた男性社員たちは、社宅の異変を察知するとソ連兵の監視をかいくぐり塀を乗り越え社宅に潜入したが、厳重な警戒が敷かれている独身寮には近づくことができなかった。ソ連兵たちは狼藉を続けるうちに女性たちの部屋の廊下に監視兵を置くようになったため、御不浄や食事もままならないようになった。女性たちは自身のおかれている状況や絶え間ない銃声から、すでに男性社員たちは皆殺しにあったのではないかと考えるようになった。ソ連兵による女性たちへの昼夜に渡る暴行は8月27日の深夜になっても収まることはなかった。このため、28人の婦女子が集められていた部屋では自決をするべきか議論がなされるようになった。議論中にもソ連兵の乱入があり、隣室からも女性たちの悲鳴や「殺して下さい」などの叫び声が聞こえてきたため、自決することに議論が決した。隠し持っていた青酸カリが配られ全員が自決を図り、23人が死亡、5人が死に切れずに生き残った。他の部屋ではソ連兵に引きずり出されるときに剃刀で自殺を図った女性もいた。青酸カリ自殺をはかったのは30余人とする説もある。
8月27日早朝、ソ連兵が集団自決を発見し、将校に報告されると各部屋にはソ連兵の見張りが付けられ、女性たちは外を見ることを禁じられ、遺体はどこかへ運び去られた。責任を問われることを恐れたソ連軍将校によって、これ以上の暴行は中止されることとなった。

## 事件後
その日のうちに女性たちは男性社員が野宿させられている飛行場のそばの湿地に連行された。その後、8月末までは湿地や飛行場で待機させられ、シベリアに連行される日本軍部隊から密かに食料や毛布などを分けてもらうなどしていたが、牡丹江対岸の熊本県開拓団の小学校に遷されると、毎日のようにソ連軍による略奪が行われ、女性を裸にしてまであらゆるものを奪い去っていった。一切のものを奪われたため、男性社員たちは街に出て材木運びなどの労働に出て僅かな賃金を稼ぐことで命をつなぐこととなった。また、ソ連へ戦利品として工場設備から列車の線路にいたる全てのものを持ち去るための解体作業を昼夜に渡って行わされた。その後、敦化市内の旧軍人会館に移転させられたが、冬が訪れると飢えと寒さと発疹チフスのために87人が死亡した。